# Molpadia Linea
La Molpadia Linea è una struttura geologica della superficie di Venere.